# Sick and Hurt Commissioners
O Sick and Hurt Commissioners, também conhecido como Sick and Hurt Board e The Commissioners for taking Care of Sick and Wounded Seamen and for the Care and Treatment of Prisoners of War era uma instituição responsável pelos serviços médicos da Marinha Real Britânica entre 1715 e 1806 e da Navy Board.